# لشکر ۱۴ (هند)
لشکر ۱۴ هند (انگلیسی: 14th Indian Division) لشکر پیاده‌نظام ارتش هند بریتانیا بود، که در سال ۱۹۱۶ تأسیس شد و در سال ۱۹۱۹ منحل گردید.
لشکر ۱۴ هند در طول جنگ جهانی اول برای خدمت در لشکرکشی بین‌النهرین تشکیل شد. این لشکر از گردان‌های ارتش منظم بریتانیا، نیروی زمینی بریتانیا و ارتش هند بریتانیا تشکیل شده بود.